# Едмунд Конен
Едмунд Конен (Ирцих, 10. новембар 1914. — Леверкузен, 5. март 1990) био је немачки фудбалер. Рођен је у Ирциху.
1934. пришао му је Вердер из Бремена, али је, уместо да им се придружи, рекао савезу да Вердер даје финансијске понуде играчима. У то време фудбал је у Немачкој још увек био стриктно аматерски (званично) и плаћања играчима нису била дозвољена. Афера се завршила тако што су неки од њихових званичника, играча и менаџера били кажњени и суспендовани.
Са четири гола на Светском првенству у фудбалу 1934. у Италији, Конен је био други најбољи стрелац са Анђелом Скјавиом из Италије, иза Олдриха Неједлија из Чехословачке који је постигао пет голова.
За Немачку је играо од 1934. до 1942. године у 28 међународних утакмица и постигао 27 голова.